# Западна Њемачка на Олимпијским играма
Западна Њемачка се такмичила на олимпијским играма од 1952. до 1988. године. Иако је 1952. постојао фактички тим Западне Њемачке, с обзиром да је Источна Њемачка одбила да сарађује, достигнућа се рачунају као резултати тима Њемачке. Исто тако, између 1956. и 1964. обје земље су се такмичиле под заставом Уједињеног тима Њемачке. Тек 1968. појавио се пуноправни тим Западне Њемачке који се такмичио на свим Олимпијским играма, осим на Љетњим олимпијским играма 1980. — као подршка бојкоту олимпијских игара — све до 1988. године. Након уједињења Њемачке 1990. године, успостављен је јединствени тим Њемачке.

## Домаћин игара
Западна Немачка је једном била домаћин Игара.
| Игре                        | Град домаћин | Датуми                     | Државе | Учесници | Догађаји |
| --------------------------- | ------------ | -------------------------- | ------ | -------- | -------- |
| Љетње олимпијске игре 1972. | Минхен       | 26. август — 10. септембар | 121    | 7.134    | 195      |

## Медаље
| Игре               | Спортисти                     | Злато                         | Сребро                        | Бронза                        | Укупно                        | Ранг                          |
| 1896—1952.         | као дио Немачка               | као дио Немачка               | као дио Немачка               | као дио Немачка               | као дио Немачка               | као дио Немачка               |
| 1956—1964.         | као дио Уједињени тим Немачке | као дио Уједињени тим Немачке | као дио Уједињени тим Немачке | као дио Уједињени тим Немачке | као дио Уједињени тим Немачке | као дио Уједињени тим Немачке |
| Мексико Сити 1968. | 275                           | 5                             | 11                            | 10                            | 26                            | 8                             |
| Минхен 1972.       | 423                           | 13                            | 11                            | 16                            | 40                            | 4                             |
| Монтреал 1976.     | 290                           | 10                            | 12                            | 17                            | 39                            | 4                             |
| Москва 1980.       | није учествовала              | није учествовала              | није учествовала              | није учествовала              | није учествовала              | није учествовала              |
| Лос Анђелес 1984.  | 390                           | 17                            | 19                            | 23                            | 59                            | 3                             |
| Сеул 1988.         | 347                           | 11                            | 14                            | 15                            | 40                            | 5                             |
| 1992—данас         | као дио Немачка               | као дио Немачка               | као дио Немачка               | као дио Немачка               | као дио Немачка               | као дио Немачка               |
| Укупно             | Укупно                        | 56                            | 67                            | 81                            | 204                           | 22                            |

| Игре              | Спортисти                     | Злато                         | Сребро                        | Бронза                        | Укупно                        | Ранг                          |
| 1928—1952.        | као дио Немачка               | као дио Немачка               | као дио Немачка               | као дио Немачка               | као дио Немачка               | као дио Немачка               |
| 1956—1964.        | као дио Уједињени тим Немачке | као дио Уједињени тим Немачке | као дио Уједињени тим Немачке | као дио Уједињени тим Немачке | као дио Уједињени тим Немачке | као дио Уједињени тим Немачке |
| Гренобл 1968.     | 87                            | 2                             | 2                             | 3                             | 7                             | 8                             |
| Сапоро 1972.      | 78                            | 3                             | 1                             | 1                             | 5                             | 6                             |
| Инзбрук 1976.     | 71                            | 2                             | 5                             | 3                             | 10                            | 5                             |
| Лејк Плесид 1980. | 80                            | 0                             | 2                             | 3                             | 5                             | 12                            |
| Сарајево 1984.    | 84                            | 2                             | 1                             | 1                             | 4                             | 8                             |
| Калгари 1988.     | 90                            | 2                             | 4                             | 2                             | 8                             | 8                             |
| 1992—данас        | као дио Немачка               | као дио Немачка               | као дио Немачка               | као дио Немачка               | као дио Немачка               | као дио Немачка               |
| Укупно            | Укупно                        | 11                            | 15                            | 13                            | 39                            | 18                            |

| Спорт          | Злато | Сребро | Бронза | Укупно |
| -------------- | ----- | ------ | ------ | ------ |
| Атлетика       | 12    | 14     | 17     | 43     |
| Коњичи спорт   | 11    | 5      | 9      | 25     |
| Мачевање       | 7     | 8      | 1      | 16     |
| Бициклизам     | 4     | 5      | 5      | 14     |
| Веслање        | 4     | 4      | 6      | 14     |
| Стрељаштво     | 4     | 4      | 3      | 11     |
| Пливање        | 3     | 5      | 14     | 22     |
| Кајак и кану   | 2     | 6      | 3      | 11     |
| Дизање тегова  | 2     | 2      | 3      | 7      |
| Једрење        | 2     | 2      | 3      | 7      |
| Рвање          | 1     | 4      | 4      | 9      |
| Џудо           | 1     | 4      | 3      | 8      |
| Хокеј на трави | 1     | 3      | 0      | 4      |
| Бокс           | 1     | 0      | 5      | 6      |
| Тенис          | 1     | 0      | 1      | 2      |
| Рукомет        | 0     | 1      | 0      | 1      |
| Гимнастика     | 0     | 0      | 2      | 2      |
| Фудбал         | 0     | 0      | 1      | 1      |
| Ватерполо      | 0     | 0      | 1      | 1      |
| Укупно (19)    | 56    | 67     | 81     | 204    |

| Спорт                 | Злато | Сребро | Бронза | Укупно |
| --------------------- | ----- | ------ | ------ | ------ |
| Алпско скијање        | 3     | 5      | 1      | 9      |
| Брзо клизање          | 3     | 0      | 0      | 3      |
| Нордијска комбинација | 2     | 1      | 0      | 3      |
| Санкање               | 1     | 4      | 5      | 10     |
| Боб                   | 1     | 3      | 2      | 6      |
| Биатлон               | 1     | 2      | 2      | 5      |
| Умјетничко клизање    | 0     | 0      | 2      | 2      |
| Хокеј на леду         | 0     | 0      | 1      | 1      |
| Укупно (8)            | 11    | 15     | 13     | 39     |